# Tariq Krim
Pour l’article homonyme, voir Krim.
Tariq Krim est un entrepreneur français du Web, né à Paris le 25 octobre 1972. Il est notamment le créateur de Netvibes et de Jolicloud, et à lancé le think tank Cybernetica. Il est aussi l'initiateur du mouvement Slow Web.

## Biographie
Fils d'un professeur d'économie et d'une professeur d'éducation physique, il passe sa jeunesse dans le quartier parisien du Marais. Passionné d'informatique à son plus jeune âge (premier ordinateur à 10 ans, création d'un serveur Minitel à 12), il suit des études de physique à l'université de Jussieu puis obtient un DEA de l'École nationale supérieure des télécommunications (ENST),.
En 1994, lors d'une rencontre avec Jean-François Bizot, il écrit des papiers sur la cyberculture dans Novamag. Il choisit de continuer sa carrière dans le journalisme au quotidien économique La Tribune. Basé à Paris puis dans la Silicon Valley en Californie, il écrira pour ce journal de nombreux articles sur l'industrie de l'Internet et notamment un article visionnaire sur la distribution de musique en ligne deux ans avant l'arrivée de Napster[réf. nécessaire].
En 1999, alors qu'Internet n'en est qu'à ses débuts en France, il crée MPTrois.com (devenu GenerationMP3.com) à San Francisco, ouvrant rapidement une filiale à Paris. À l'origine, site consacré à la musique en ligne, il devient l'un des principaux blogs spécialisés dans la technologie.
Engagé et proche des milieux activistes, il soutient l'association des audionautes dont il est proche des fondateurs.
En 2005, Tariq Krim crée Netvibes avec l'un de ses développeurs Florent Frémont. Netvibes propose une page d'accueil personnalisable avec des modules alimentés par des flux d'informations (blogs, journaux, météo, messageries, etc). Netvibes revendique plus de 10 millions d'utilisateurs dans le monde, dont la moitié aux États-Unis. Il quitte la direction de Netvibes en 2008 pour créer  Jolicloud, un système d'exploitation basé sur les technologies HTML5 (cf. le concept global de l'informatique dans les nuages).
Tariq Krim apparaît régulièrement dans la presse grand public en tant que « spécialiste des médias sur Internet » mais surtout en tant que patron emblématique du site Netvibes.
Il a reçu le prestigieux prix scientifique TR35 de la revue américaine Technology Review publiée par le MIT, récompensant les innovateurs de moins de 35 ans. Tariq Krim est le premier Français à obtenir ce prix pour la catégorie Internet.
Tariq Krim est l'une des six personnalités françaises à avoir été désignées par le Forum économique mondial comme « Young Global Leaders » en 2008.
Il a reçu en avril 2008 le prix des technologies de l'information pour la création d'entreprise, décerné par Télécom ParisTech et son association d'ingénieurs (AIST).
Tariq Krim est nommé vice-président écosystème et innovation du Conseil national du numérique (CNN) pour une durée de trois ans en janvier 2013.

## Décorations
- Officier de l'ordre des Arts et des Lettres Il est fait chevalier le 18 janvier 2011[10] puis est promu officier le 12 mars 2019[11].